# Forțele armate ale Croației
Forțele Armate ale Republicii Croația (croată Oružane snage Republike Hrvatske – OSRH) este serviciul militar al Croației.
Președintele Croației este comandantul șef al Forțelor Armate și exercită atribuții administrative în timp de război, dând ordine șefului de stat major, în timp ce administrarea și executarea politicii de apărare în timp de pace se realizează de către Guvern prin intermediul Ministerului Apărării. Această instituție unificată constă din ramuri terestre, maritime și aeriene denumite:
Armata croată (Hrvatska kopnena vojska - HKoV)
Marina croată (Hrvatska ratna mornarica - HRM)
Forțele aeriene croate (Hrvatsko ratno zrakoplovstvo - HRZ)
Forțele armate croate sunt însărcinate cu protejarea Republicii, precum și cu sprijinirea eforturilor internaționale de menținere a păcii, atunci când sunt mandatate de NATO, Națiunile Unite și/sau Uniunea Europeană.
Armata are 650 de AFV, aproximativ 150 de piese de artilerie, 100 de MLRS, aproximativ 70 de tancuri și 20 de SPG. Forțele aeriene au 12 avioane de luptă MiG-21, 10 elicoptere de atac Mi-171 și 16 elicoptere de atac OH-58. Marina are 29 de nave, dintre care cinci ambarcațiuni de atac rapid de 60-80 de metri sunt folosite în capacități ofensive.